# ビッグスマイル・プロモーション
株式会社ビッグスマイル・プロモーションは、日本の芸能事務所。所在地は東京都世田谷区。劇団運営をはじめするプロダクション。渡辺プロダクション、ジャパン・ミュージックエンターテインメントに所属後、劇団BigSmileの主宰となった是永克也が代表を務める。

## 概要
所属タレントの主要メンバーで構成されている劇団Bigsmileを始めとし、2012年には新人育成の為に演劇集団東京ジェームスマリリン社を旗揚げ。
近年では劇団運営の他、新人育成、映画の企画やキャスティング、イベント企画も手掛けている。
2014年より、一人芝居ライブ　PERFORMING SOLO]オトナ文化祭、リトミック教室、などの企画の他に、アイドル育成、お笑い養成、などと多岐に渡って活動の幅を広げていく。

## 所属
- 是永克也
- 山野はるみ
- 五十川三宣
- 川島真由美

## 歴史
1997年　お笑い第三世代を中心に劇団I-CHI-MIを結成。過去の出演者として石塚英彦（ホンジャマカ）、三村マサカズ（さまぁ～ず）、つぶやきシロー、かわのをとや、イジリー岡田、芋洗坂係長、などがいる。演出は日本テレビの三枝孝臣が行う。
2005年　劇団BigSmileを結成。 演出は、ドラマトリックなどの演出を手掛けた、保母浩章が行う。
2008年　（株）ビッグスマイル・プロモーションを設立。